# Wolfhagen
Wolfhagen est une municipalité allemande située dans le land de la Hesse et l'arrondissement de Cassel.

## Jumelages
La ville de Wolfhagen est jumelée avec :
- Tergnier (France) depuis le 17 mai 1981
- Ohrdruf (Allemagne) depuis le 19 juillet 1990
- Meldola (Italie) depuis le 26 août 2008

## Source, notes et références
1. ↑  « Partnerstädte: Tergnier - Ohrdruf - Meldola » Site web de la ville de Wolfhagen, consulté le 26 mars 2017.